# Thomas Doughty
Thomas Doughty (? – 2. července 1578) byl anglický šlechtic, voják, učenec a osobní tajemník lorda kancléře Christophera Hattona. Účastnil se výpravy kolem světa s Francisem Drakem. Během výpravy byl obviněn z velezrady a popraven.

## Plavba kolem světa
Doughty se s Drakem seznámil během jeho vojenských akcí v Irsku. Roku 1577 vyplul Doughty s Drakem na výpravu kolem světa, kterou financovala anglická královna Alžběta I. V předvečer výpravy ho cestou z hospody domů přepadli zloději a okradli. Doughty se však vzpamatoval, chytil je a odvedl domů.
Druhý den po vyplutí 13. prosince 1577 mu Francis Drake rozkázal, aby zloděje popravil. Drake totiž nechtěl mít na palubě bandity. Jednoho vězně shodil Doughty přes palubu, ale druhému dal milost. Ten mu totiž slíbil odměnu za záchranu života (bandita se jmenoval Samuel Peters). Postupem času začal Peters našeptávat Doughtymu, že dál plout je nebezpečné, a že by se měli vrátit. Doughty se později stal velitelem zajaté portugalské lodi Santa Maria, kde urážel Drakea a burcoval posádku, aby se loď vrátila do Anglie. Postupem času získal několik přívrženců, kteří se však u Doughtyho soudu obrátili proti němu.
Napětí mezi Drakem a Doughtym se zhoršilo, kdy Doughty chytil Drakeova bratra Thomase při krádeži nákladu lodi. Drake převzal kontrolu lodi Santa Maria a Doughtyho přiřadil jako velitele lodi Pelikán. Během dlouhé plavby napříč Atlantikem se nepřátelství Drakea a Doughtyho zvětšilo, když Drake degradoval Doughtyho na kontrolora malé zásobovací lodi Labuť. Takovou urážku mu Doughty neprominul a s Petersem začal spřádat plány, jak se Drakea zbavit.

## Soud a poprava
Když 1. července 1578 přišla v půli cesty velká bouře, začal Doughty pociťovat větší pravděpodobnost chopit se moci nad výpravou. Peters Doughtyho vybídl, aby řekl, co si myslí, a Doughty před posádkou zakřičel: „Za to všechno může Drake! Kdybych já byl admirálem…“ Jeho slova ale přerušila bouře a zvedající se vlny. Doughty musel počkat druhý den po uklidnění bouře. Když se bouře druhý den v noci skutečně uklidnila, Doughty před bouří zesláblou posádkou prohlásil: „Vždyť jsem vám říkal, že je to blázen! Drake nás dostane do záhuby! Přebírám velení výpravy!“ Zatímco Doughty promlouval k posádce, několik Drakeovi věrných členů posádky obklopilo Doughtyho a zneškodnilo.
Ráno byl Doughty vyveden v poutech na příď lodi, kde se sešly všichni členové výpravy, kteří měli rozhodnout o Doughtyho osudu. Drake se postavil vedle Doughtyho a řekl: „Já, Francis Drake, velitel této výpravy ve jménu její výsosti, královny Alžběty Anglické prohlašuji, že původcem vzpoury je Thomas Doughty. Žádám posádku, aby vyřkla ortel…“ Všichni členové výpravy, dokonce i ti, kteří se s Doughtym spojili, hlasovali pro trest smrti. Jediný, kdo hlasoval pro záchranu Doughtyho života, byl Samuel Peters. Doughtyho osud však byl i přesto zpečetěn. Lodě zastavili u nejbližšího ostrova, kde byl z palmy vykácen špalek, na němž pak byla Doughtymu setnuta hlava.
Samuel Peters Doughtyho přežil jen o pár měsíců, kdy při přepadu lodi indiány zahynul.